# إياد خالد الطباع
إياد خالد الطباع هو كاتب سوري ولد في 19 من يوليو /تموز عام 1962م بدمشق في سوريا.

## حياته
إياد خالد الطباع حاصل على ماجستير في الدراسات الإسلامية من جامعة طرابلس لبنان بأطروحة عنوانها (الإمام العز بن عبد السلام وجهوده في الحديث وعلومه)، ودبلوم في علم المخطوطات عام 1987م من معهد المخطوطات العربية، وبكالوريوس في الاقتصاد قسم المحاسبة عام 1987م من جامعة دمشق. وهو محقق مخطوطات، وباحث في الاقتصاد والتراث الإسلامي، ومدير عام هيئة الموسوعة العربية، ورئيس مجلس إدارتها، وعضو مجمع اللغة العربية المراسل بدمشق منذ العام 2024، والرئيس التنفيذي لمجموعة الواحة، والمدير العام لشركة إدارة لبيع الخدمات منذ عام 2021م، والمستشار المالي لشركة بوسطن العالمية منذ عام 2018م، وباحث أكاديمي في جامعة بلاد الشام للعلوم الشرعية منذ عام 2001م، وعضو مجلس الإدارة في جمعية الفرقان الخيرية بدمشق، وعضو مجلس الإدارة ومقرر في الهيئة العامة السورية للكتاب (2006-2010)، ومستشار مالي أول ومدير مالي لمجموعة معاهد الفرقان بدمشق (2011-2022)، كما يشغل عضوية مجلس إدارة بنك الشام (CHB) منذ 28 يوليو / تموز عام 2021م، ورئيس لجنة التدقيق فيه، وعضوية الجمعية العامة للبنك ذاته منذ 2006م، وعضوية الجمعية العامة لبنك سوريا الدولي الإسلامي (SIIB) منذ عام 2006م، وعضوية الجمعية العامة التأسيسية للبنك الوطني الإسلامي (NIB) منذ عام 2023، وعضو مجلس إدارة جمعية الفرقان، وأمين السِّرّ فيها، وعضوية الهيئة العامة لكلٍّ من جمعية إسعاف الفقراء في حي المهاجرين منذ عام 2007م، وجمعية الفتح الإسلامي، بالإضافة إلى كونه عضوًا في كل من هيئة المخطوطات الإسلامية في جامعة كامبريدج في بريطانيا منذ أغسطس عام 2015م، وعضو في جمعية المكتبات والوثائق، وعضو في الاتحاد العربي للمكتبات والمعلومات، وعضو في الجمعية الأوروبية للمكتبيين في الشرق الأوسط (مالكوم الدولية)، وعضو في نقابة المهن المالية والمحاسبية منذ عام 2015م.[بحاجة لمصدر]، وعضو هيئة التحرير في: مجلة تاريخ دمشق الصادرة عن مؤسسة تاريخ دمشق، ومجلة المخطوط العربي الصادرة عن الهيئة العامة السورية للكتاب، ورئيس تحرير مجلة التراث الشعبي الصادرة بدمشق عن وزارة الثقافة.
و يعمل إياد أيضا محاضرّا لدى جامعة بلاد الشام للعلوم الشرعيَّة منذ عام 2010م، وهو باحث أكاديمي لدى الجامعة ذاتها منذ عام 2000م، بالإضافة إلى أنه عضو في وحدة البحث العلمي فيها(2000-2023)، وهو خبير مالي لدى مجلس الدولة (2010-2015)، ومستشار وخبير مالي مستقل منذ عام 2005م. شغل منصب خبير مخطوطات في وزارة الثقافة (2002 - 2015)م، وأستاذ مناهج البحث العلمي لبرنامج الماجستير في الاقتصاد الإسلامي في شركة المشورة خلال عام 2017م، والمدير العام لشركة إدارة المحدودةالمسؤوليَّة، وعضو مجلس الإدارة فيها(2021-2023)، والمدير العام لمجموعة الواحة (2009-2011)، ورئيس قسم التزويد (الاستحواذ) في مركز جمعة الماجد للثقافة والتراث  (1990- 2000)، ثم استشاري اقتصادي ومالي وشريك في شركة كورسیکا التجارية (1992- 1997) في الإمارات، ومدير مالي في شركة بشار التجارية (1991 - 1993).

## مؤلفات
له نحو عشرين كتاباً مؤلّفاً، وإحدى وعشرون كتاباً محقّقاً، وعدد من البحوث المحكّمة. كتب في عدد من الدوريات العربية والأوربية. ألقى عددًا من البحوث في المؤتمرات والندوات المحلّية والعربية والدوليّة.

### الكتب المطبوعة
1. «منهج تحقيق المخطوطات» دار الفكر المعاصر، صدر بتاريخ واحد يناير عام 2011م، في 184 صفحة.
2. «الإمام الحافظ جلال الدين السيوطي معلمة العلوم الإسلامية» من سلسلة أعلام المسلمين دار القلم للنشر والتوزيع بدمشق، صدر في تاريخ الأول من يناير عام 1996م، في 468 صفحة.[6]
3. «الإمام الترمذي الحافظ الناقد فقيه السلف وجامع السنن» من سلسلة أعلام المسلمين دار القلم للنشر والتوزيع في دمشق، صدر بتاريخ الأول من يناير عام 2001م، في 303 صفحة.[7]
4. «عبد الغني الدقر: النحوي الفقيه والمؤرخ الأديب» دار القلم للطباعة والنشر والتوزيع، صدر عام 2003م، في 104 صفحة.[8]
5. محمد الطاهر بن عاشور: علامة الفقه وأصوله والتفسير وعلومه (سلسلة علماء ومفكرون معاصرون)، دار القلم بدمشق.[9]
6. «النتاج الفكري العربي المطبوع من الكتب، منذ نشأة الطباعة حتى نهاية القرن التاسع عشر» دار الفكر المعاصر، صدرت بتاريخ الأول من ديسمبر عام 2003م، في 80 صفحة. (ردمك 1592391508)[10]
7. «محمد كرد علي؛ المؤرخ البحاثة والصحافي الأديب 1293 - 1372 هـ = 1876 - 1935» دار القلم للطباعة والنشر والتوزيع السلسلة: علماء ومفكرون معاصرون، صدرت بتاريخ الأول من يناير عام 2008م، في 180 صفحة.
8. الوجيز في منهج البحث والتأليف، دمشق: الهيئة العامة السورية للكتاب، وزارة الثقافة السورية.
9. «المخطوط العربي دراسة في أبعاد الزمان والمكان» دمشق: الهيئة العامة السورية للكتاب، وزارة الثقافة السورية.
10. المخطوطات الدمشقية: المخطوط العربي منذ النشأة حتى انتشاره في بلاد الشام: دراسة ومعجم، دمشق: الهيئة العامة السورية للكتاب، وزارة الثقافة السورية.
11. عبد الرحمن سلام: العلامة الأديب، دمشق: مجمع اللغة العربية.
12. الدلائل: للحسن بن البهلول: اختيار وتقديم، دمشق: الهيئة العامة السورية للكتاب، وزارة الثقافة السورية.
13. الحديث النبويّ الشريف (بالاشتراك) للمرحلة الإعداديّة والثانويّة (6 كتب)، دمشق: وزارة الأوقاف السوريّة (مشروع تطوير المناهج الشرعيّة)
14. مصطلح الحديث (بالاشتراك) للمرحلة الثانويّة (6 كتب)، دمشق: وزارة الأوقاف السوريّة (مشروع تطوير المناهج الشرعيّة).
15. أدوات الكتابة وضوابطها عند العرب، بيروت: دار طيبة، 2017.
16. مقالات العلامة الشيخ عبد الغني الدقر، دمشق: دار القلم، 2021 .
17. العز بن عبد السلام وجهوده في الحديث النبوي وعلومه، رسالة ماجستير، الإسكندرية: دار الأمل، 2021.
18. الحديث النبويّ الشريف (بالاشتراك) للمرحلة الإعداديّة والثانويّة (6 كتب)، دمشق : وزارة الأوقاف السوريّة (مشروع تطوير المناهج الشرعيّة)
19. مصطلح الحديث (بالاشتراك) للمرحلة الثانويّة (الصف الحادي عشر)، دمشق : وزارة الأوقاف السوريّة (مشروع تطوير المناهج الشرعيّة)
20. مصطلح الحديث (بالاشتراك) للمرحلة الثانويّة (الصف الثاني عشر)، دمشق : وزارة الأوقاف السوريّة (مشروع تطوير المناهج الشرعيّة) .

### الكتب المحقّقة
1. عمدة الكتّاب وعدّة ذوي الألباب (في صناعة الأمدّة والأحبار والتسفير) (أول كتاب أُلّف في صناعة التجليد والأحبار)، المنسوب للمعز بن باديس، دمشق: الهيئة العامة السورية للكتاب، وزارة الثقافة السورية.
2. الإخلاص والنية، لابن أبي الدنيا، دمشق: دار البشائر، دبي: مركز جمعة الماجد للثقافة والتراث.
3. مفحمات الأقران في مبهمات القرآن، لجلال الدين السيوطي، بيروت: مؤسسة الرسالة.
4. شوق المستهام في معرفة رموز الأقلام لابن وحشيّة النبطي، دار الفكر بدمشق، ودار الفكر المعاصر ببيروت.
5. شجرة المعارف والأحوال وصالح الأقوال والأعمال. دمشق دار الفكر، وبيروت: دار الفكر المعاصر؛ (سلسلة مؤلّفات سلطان العلماء الإمام العزّ بن عبد السلام)
6. معنى الإيمان والإسلام أو الفرق بين الإيمان والإسلام؛ دمشق دار الفكر، وبيروت: دار الفكر المعاصر؛ (سلسلة مؤلّفات سلطان العلماء الإمام العزّ بن عبد السلام)
7. رسائل في التوحيد، تتضمّن أربع رسائل:
  - الملحة في اعتقاد أهل الحق
8. *الأنواع في التوحيد
  - الردّ على الحشوية والمبتدعة
  - وصية ابن عبد السلام
9. مقاصد الصلاة؛ دمشق دار الفكر، وبيروت: دار الفكر المعاصر؛ (سلسلة مؤلّفات سلطان العلماء الإمام العزّ بن عبد السلام)
10. مقاصد الصوم؛ دمشق دار الفكر، وبيروت: دار الفكر المعاصر؛ (سلسلة مؤلّفات سلطان العلماء الإمام العزّ بن عبد السلام)
11. مناسك الحج؛ دمشق دار الفكر، وبيروت: دار الفكر المعاصر؛ (سلسلة مؤلّفات سلطان العلماء الإمام العزّ بن عبد السلام)
12. ترغيب أهل الإسلام في سكنى الشام؛ دمشق دار الفكر، وبيروت: دار الفكر المعاصر؛ (سلسلة مؤلّفات سلطان العلماء الإمام العزّ بن عبد السلام)
13. بداية السول في تفضيل الرسول؛ دمشق دار الفكر، وبيروت: دار الفكر المعاصر؛ (سلسلة مؤلّفات سلطان العلماء الإمام العزّ بن عبد السلام)
14. الفتن والبلايا والمحن والرزايا أو فوائد البلوى والمحن؛ دمشق دار الفكر، وبيروت: دار الفكر المعاصر؛ (سلسلة مؤلّفات سلطان العلماء الإمام العزّ بن عبد السلام)
15. بيان أحوال الناس يوم القيامة وذكر الخاسرين والرابحين منهم؛ دمشق دار الفكر، وبيروت: دار الفكر المعاصر؛ (سلسلة مؤلّفات سلطان العلماء الإمام العزّ بن عبد السلام)
16. الفوائد في اختصار المقاصد أو القواعد الصغرى؛ دمشق دار الفكر، وبيروت: دار الفكر المعاصر؛ (سلسلة مؤلّفات سلطان العلماء الإمام العزّ بن عبد السلام)
17. مقاصد الرعاية لحقوق الله عز وجلّ، أو مختصر رعاية المحاسبي؛ دمشق دار الفكر، وبيروت: دار الفكر المعاصر؛ (سلسلة مؤلّفات سلطان العلماء الإمام العزّ بن عبد السلام)
18. أحكام الجهاد وفضائله؛ دمشق دار الفكر، وبيروت: دار الفكر المعاصر؛ (سلسلة مؤلّفات سلطان العلماء الإمام العزّ بن عبد السلام)
19. رسالة في ذم صلاة الرغائب؛ دمشق دار الفكر، وبيروت: دار الفكر المعاصر؛ (سلسلة مؤلّفات سلطان العلماء الإمام العزّ بن عبد السلام)
20. الفتاوى الموصلية ؛ دمشق دار الفكر، وبيروت: دار الفكر المعاصر؛ (سلسلة مؤلّفات سلطان العلماء الإمام العزّ بن عبد السلام)
21. الفتاوى المصرية؛ دمشق دار الفكر، وبيروت: دار الفكر المعاصر؛ (سلسلة مؤلّفات سلطان العلماء الإمام العزّ بن عبد السلام)
22. الغاية في اختصار النهاية 8 مجلدات، بيروت: دار النوادر.
23. الألغاز النحوية (ضمن رسائل للعز بن عبد السلام)
24. شرح حديث أم زرع (ضمن رسائل للعز بن عبد السلام)
25. قاعدة في الواسطة (ضمن رسائل للعز بن عبد السلام)
26. إبطال قول الناس أن قطب الأقطاب والأوتاد  والنجباء والأبدال لهم تصرُّفٌ (ضمن رسائل للعز بن عبد السلام)
27. إيضاح الكلام بشرح عقيدة ابن عبد السلام (ضمن رسائل للعز بن عبد السلام)

### البحوث المنشورة في الدوريات والمشاركات في المؤتمرات والندوات
1. السيوطيّ وكتابه مفحمات الأقران في مبهمات القرآن، مجلة البصائر- فرنسا،1986.
2. العجائب في كتب الغرائب، مجلة المرآة - فرنسا ، 1986
3. مصادر ومراجع محقّق التراث العربيّ ، العين: مركز زايد للتراث، الإمارات العربية المتحدة.
4. قبائل كلب العربية، دمشق: مكتبة الأسد.
5. ثقافة محقق التراث العربي- مجلة المعرفة بدمشق 2007
6. سورية تُقدّم للعالم أبجديات العالم القديم- جريدة تشرين .
7. الدراسة الأثرية لدلائل تقدير عمر المخطوط العربي ومكان نسخه ، العين: مركز زايد للتراث، الإمارات العربية المتحدة.
8. مكتبة بدر الدين الحسني ، مجلة تاريخ دمشق ، بحث محكّم ، العدد الأول 2021.
9. صحيفة المدينة النبوية : النوثيق والنص ، في إطار علم الحديث النبوي ، بحث محكّم ، مجلة التراث العربي، اتحاد الكتاب العرب، 2021.
10. صناعة المخطوط والكتاب في دمشق في القرن التاسع عشر ، بحث محكّم، مجلة المخطوط العربي ، دمشق: وزارة الثقافة ، 2021.

### الكتب المـراجعة والتـدقيق
1. بديع الشعر في مراحل العمر، تأليف خير الدين شمسي باشا - وزارة الثقافة، دمشق، 2007.
2. صفحات من حياة نزيه المؤيد العظم ، إعداد دعد الحكيم - وزارة الثقافة، دمشق.
3. سورية وعمقها الثقافي، تأليف علي القيّم، وزارة الثقافة، دمشق ، 2007.